# Jean-Baptiste Biard
 (mai 2017).
Si vous disposez d'ouvrages ou d'articles de référence ou si vous connaissez des sites web de qualité traitant du thème abordé ici, merci de compléter l'article en donnant les références utiles à sa vérifiabilité et en les liant à la section « Notes et références ».
Pour les articles homonymes, voir Biard (homonymie).
Jean-Baptiste Biard est un patron de presse français né le 1er mai 1865 à Cherbourg, où il est mort le 28 décembre 1938.
Ancien ouvrier typographe, il crée à Cherbourg (Manche), d'abord avec l'imprimeur Feuardent, L'Avenir cherbourgeois, puis seul, en 1889, Le Réveil cherbourgeois, et, en 1905, le quotidien Cherbourg-Éclair, ancêtre de La Presse de la Manche.